# 渾河駅
渾河駅（こんが-えき）は中華人民共和国遼寧省瀋陽市の和平区と渾南区の境界にある、中国鉄路総公司（CR）の駅。1904年に開業。瀋陽駅から8km、大連駅から389km、丹東駅から262kmの位置にある。瀋陽鉄道局所属の三等駅に設定されている。
瀋大線・瀋丹線の2路線が乗り入れているが線路は供用している。

## 駅周辺
- 金利浴地
- 大富豪購物広場
- 百合花園
- 渾河駅社区衛生服務中心
- 供銷連鎖超市

## 隣の駅
中国国鉄
瀋大線・瀋丹線
瀋陽駅 - 渾河駅 - 蘇北駅